# La casa del lago
La casa del lago, cuyo título original en inglés es The Lake House, es un drama romántico estadounidense filmado en el estado de Illinois. Escrito por David Auburn y dirigido por Alejandro Agresti. Protagonizada por Keanu Reeves y Sandra Bullock, con Dylan Walsh, Shohreh Aghdashloo y Christopher Plummer interpretando personajes secundarios. La película fue producida por Vértigo Entertainment y estrenada el 16 de julio de 2006 en Norteamérica por Warner Bros. El argumento se centra en Kate Forster, una doctora que abandona la casa junto al lago en la que vive y regresa a la ciudad. El nuevo inquilino, Alex Wyler, un arquitecto frustrado, encuentra una nota suya en el buzón, con frases extrañas que parecen indicar que Kate podría estar viviendo en una época diferente a la suya.
El rodaje empezó en marzo y se extendió hasta mayo de 2005. La cinta recibió comentarios mixtos por parte de la prensa cinematográfica, afirmando que el argumento era demasiado complicado. Tras su exhibición comercial en cines de todo el mundo obtuvo un moderado éxito de taquilla acumulando casi $115 millones de USD, superando el presupuesto de $40 millones. El filme es un remake de una producción de Corea del Sur titulada Siworae -también conocida bajo el título de Il Mare-, estrenada en el año 2000.

## Argumento
En 2006 la Dra. Kate Forster abandona la casa que ha estado alquilando junto al lago para trasladarse a Chicago. Al marcharse deja una nota en el buzón para el nuevo inquilino con la intención de que le remita las cartas que puedan llegar a su nueva dirección y además le advierte de que las huellas de perro que hay en la entrada ya estaban allí cuando ella llegó. Dos años antes, en 2004, el arquitecto Alex Wyler llega a la casa del lago y encuentra la carta que Kate había dejado en el buzón. Al leerla Alex se sorprende, ya que la casa está abandonada y no hay huellas de perro en la entrada.
El arquitecto empieza a restaurar la casa y su perro pisa pintura negra y deja las huellas a las que se refería Kate. Ambos siguen enviándose correspondencia, pero descubren que la bandera del buzón sube y baja sola, sin que haya nadie alrededor. Desconcertado, Alex pregunta a Kate que cómo podía saber que ocurriría lo de las huellas de su perro si cuando él llegó la casa estaba deshabitada. Kate, también sorprendida, contesta y ambos se dan cuenta de que están viviendo en el mismo lugar, pero con dos años de diferencia.
Ambos siguen enviándose cartas durante un tiempo y Kate le pide que por favor le devuelva su libro favorito, Persuasión de Jane Austen, que perdió en una estación de tren. Por su parte, Alex le enviará un mapa con anotaciones y curiosidades para que visite sus lugares favoritos de la ciudad de Chicago. También coincidirán en la fiesta de cumpleaños de Kate, organizada por Morgan, su novio en aquel momento. Alex no le dirá nada acerca de la correspondencia que mantienen ya que para ella aún no ha sucedido. Tras besarse en la fiesta descubren que ya se conocían antes de empezar a cartearse.
Después de saber que ya habían coincidido anteriormente, tratan de reunirse de nuevo, por ello reservan mesa en el restaurante Il Mare. Kate acude a la cita, pero Alex no se presenta. Después de la decepción que ha supuesto para ellos no encontrarse, Kate le cuenta que fue testigo de un accidente de tráfico en la Plaza Daley el día de San Valentín de 2006, y que un hombre murió en sus manos sin poder hacer nada para salvarle. Un año más tarde Alex se encuentra en ese mismo día y regresa a la casa del lago en busca de la carta que hace que recuerde esa fecha. Al mismo tiempo Kate visita a un arquitecto para supervisar los planes de renovación de una casa que quiere comprar.
Alex encuentra la carta y se dirige rápidamente a buscar a Kate. Durante la reunión con el arquitecto Kate ve un cuadro de la casa del lago en la sala de conferencias y descubre que Alex lo pintó y que falleció hace dos años en un accidente de tráfico en la Plaza Daley el día de San Valentín y que fue él el hombre que falleció en sus manos aquel día. Tras enterarse sale apresuradamente para enviar una carta a Alex a través del buzón y avisarle de que no vaya a buscarla, que lo ama y que aguarde dos años. Finalmente Alex espera y al leer la carta se dirige nuevamente a la casa del lago, donde Kate le está esperando.

## Reparto
- Keanu Reeves como Alex Wyler, un arquitecto que se muda a la casa del lago en 2004 ya que ésta fue construida por su padre muchos años atrás, donde encontrará una misteriosa carta.
- Sandra Bullock como la Dra. Kate Forster, una doctora que se muda a Chicago en 2006, dejando una carta en el buzón para el siguiente inquilino.
- Dylan Walsh como Morgan Price, el antiguo novio de Kate.
- Shohreh Aghdashloo como la Dra. Anna Klyczynski, compañera de trabajo de Kate.
- Christopher Plummer como Simon Wyler, arquitecto y padre de Alex y Henry.
- Ebon Moss-Bachrach como Henry Wyler, hermano de Alex e hijo de Simon.
- Lynn Collins como Mona.
- Willeke van Ammelrooy como la señora Forster, madre de Kate.

## Producción
La casa del lago supone la reunión en la gran pantalla de Keanu Reeves y Sandra Bullock después de que protagonizaran Speed en 1994 a las órdenes de Jan de Bont. El director Alejandro Agresti, en su debut en una producción de Hollywood, declaró que «fue coincidencia que los dos hubieran hecho juntos Speed. De hecho al principio en Warner Bros. no estaban seguros de que reunirlos de nuevo fuera una buena idea». John Cusack fue la primera opción para interpretar el personaje de Alex Wyler, pero el actor declinó la oferta. Finalmente Reeves aceptó protagonizar la película en Nueva York mientras que Bullock aceptó en Los Ángeles, ambos desconocían quién iba a ser su compañero de reparto en ese momento.
El rodaje comenzó el 14 de marzo y se extendió hasta el 29 de mayo de 2005. La filmación se llevó a cabo en numerosas localidades del estado de Illinois,  como Aurora, Oak Park, Riverside, McHenry y en la ciudad de Chicago, en localizaciones como Richard J. Daely Memorial Plaza o en la Brodway Avenue. También se filmaron algunas escenas en California. Los actores únicamente coincidieron dos semanas durante el rodaje ya que comparten pocas escenas juntos. El director argentino hace un cameo en la película apareciendo sentado junto a Sandra Bullock en un tren y usando un spray bucal. El perro que aparece en la película se llama Jack, a pesar de ser una hembra tal y como se menciona en el filme, como homenaje al personaje interpretado por Keanu Reeves en Speed, Jack Traven.
La premier fue llevada a cabo en Los Ángeles, California, el 13 de junio de 2006. También fue presentada en Londres, Reino Unido el 19 de junio de 2006 en Leicester Square. En su estreno televisivo en España, emitida por la 1 de TVE el 13 de diciembre de 2009, se convirtió en la película más vista de dicho año con 4.8 millones de espectadores y con un 24,2 % de cuota. También fue el minuto más visto del día a las 22:30 con 5.8 millones de espectadores y un 28.2 % de cuota.

### La casa del lago
La casa que da título a la cinta fue construida expresamente para el rodaje en Maple Lake, Illinois. Medía 185 metros cuadrados y se tardó en edificar siete semanas. La construcción se asentaba sobre unas vigas de metal situadas aproximadamente tres metros sobre el agua. Se utilizaron 35 toneladas de acero y se necesitaron cerca de cien carpinteros, soldadores y pintores para levantarla. Una vez concluido el rodaje la casa fue desmontada. Sandra Bullock reveló en una entrevista concedida a Entertainment Weekly que la casa tenía agua corriente pero no aseos. Asimismo la actriz declaró para el periódico gratuito Qué! en una entrevista realizada en el Hotel Dorchester en Londres que «me hubiera encantado quedármela, pero no me dejaron».

## Recepción

### Taquilla
La casa del lago se estrenó el 16 de junio de 2006 en Norteamérica. Durante su primer día en exhibición sumó $5 millones convirtiéndose en la cuarta opción más vista de la jornada. Proyectada en 2.645 salas la recaudación de su primer fin de semana fue de $13.6 millones, quedando posicionada en la tabla por detrás de The Fast and The Furious: Tokyo Drift y por delante de The Break-Up. Según una encuesta realizada a la salida de los cines se determinó que el 73 % de la audiencia fue femenina. Acumuló $52.3 millones en Estados Unidos y Canadá. Fuera de las fronteras de América del Norte acumuló $62.5 millones. Japón, con $8.3 millones, fue el territorio donde más éxito comercial cosechó, seguido de Alemania con $6.4 millones y Reino Unido con $5.2 millones. Los cuatro millones fueron superados en Australia con $4.3 millones y México con $4.2 millones y casi alcanzados en España con $3.9 millones. Tras su exhibición mundial la película llegó al monto final de $114.8 millones. El presupuesto invertido en la producción fue de $40 millones.
Ventas en el mercado doméstico
Fue estrenada por Warner Bros. Home Entertainment el 1 de octubre de 2006 en DVD y Blu-ray en Norteamérica. Durante su primera semana a la venta se posicionó tercera en la lista de los DVD más vendidos, con 725.699 unidades vendidas y generando $12.2 millones. En su segunda semana las ventas cayeron un 65 %, acumulando $4.3 millones gracias a 257.141 nuevas unidades vendidas. Se estima que el beneficio obtenido tras su explotación doméstica es de $39.9 millones, cifra adicional a lo obtenido en taquilla. Es el primer título de la historia lanzado simultáneamente en los formatos DVD y Blu-ray.

### Respuesta crítica
La casa del lago recibió críticas mixtas. La película tiene un 35 % de comentarios positivos en Rotten Tomatoes basado en 155 reseñas con una media de 5.5 sobre 10 y con el siguiente consenso: «el argumento de La casa del lago es demasiado complicado, y la película no consigue mostrar ese arrollador romance al que aspira". Metacritic, que asigna una media ponderada, otorgó a la cinta un 52 % de comentarios positivos basado en 34 reseñas de las cuales quince catalogó como positivas.
Roger Ebert escribió en el Chicago Sun-Times que «el filme funciona (...) En los viajes a través del tiempo me suelo distraer con los fallos de la lógica y sus contradicciones temporales (...) Aquí lo acepto como premisa, no me hago preguntas». A. O. Scott del The New York Times describió la cinta como «un escaparate para sus estrellas, que parecen confortables en sus papeles y encantados de estar otra vez en mutua compañía en otra película profundamente simple, que entretiene sin esfuerzo». Claudia Puig del USA Today valoró la película con una estrella y señaló que «la ilógica La casa del lago se hunde en el absurdo. (...) Es un intento de contar un romance, una intriga de viajes en el tiempo y una meditación sobre la soledad. No funciona ninguna de las tres».
Fuera de las fronteras de Norteamérica, M. Torreiro de El País dijo que «no está nada mal el punto de arranque (...) puesta en escena delicada, llena de matices (...) pero el guión hace más trampas que un tahúr del Misisipi». E. Rodríguez Marchante del Diario ABC la puntuó con tres estrellas describiéndola como «una película de incontenida tensión pasional (...) el hecho de que ese romance lo interpreten quienes lo interpretan sin duda lo banaliza, lo sitúa en zona vista o sabida». Francisco Marinero del diario El Mundo señaló que la cinta tenía «muy bonitas imágenes, con reparto adecuado, contado con serenidad (...) e inconsistencia insuperable».

### Premios
| Año  | Premio                  | Categoría                                      | Persona(s)                  | Resultado |
| ---- | ----------------------- | ---------------------------------------------- | --------------------------- | --------- |
| 2006 | Hollywood Film Festival | Mejor actriz de reparto (también por Infamous) | Sandra Bullock              | Ganadora  |
| 2006 | Teen Choice Awards      | Choice Liplock                                 | Sandra Bullock Keanu Reeves | Ganadores |
| 2006 | Teen Choice Awards      | Choice Chick Flick                             | Choice Chick Flick          | Candidata |